# Biblioteca pública Julio Pérez Ferrero
La Biblioteca Pública Julio Pérez Ferrero es un biblioteca pública ubicada en la ciudad de Cúcuta, Colombia. Fue fundada el 14 de abril de 1919 y es el centro de consulta más grande e importante de Cúcuta y Norte de Santander.
La estructura donde se ubica actualmente pertenecía al Hospital San Juan de Dios, ha sido elevada a la categoría de monumento nacional.
Cuenta con varias salas de consultas, acceso a Internet, centro de enseñanza de idiomas (inglés, francés, italiano y alemán) y en ella se desarrolla la Feria del Libro de Cúcuta.

## Reseña histórica

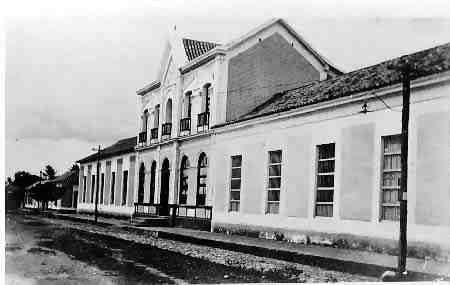
Hospital San Juan de Dios - 1910, que fue totalmente destruido por el terremoto de Cúcuta de 1875. Posteriormente fue reconstruido en 1877, para lo que se recibieron entre los aportes 1000 libras esterlinas enviadas por la Reina Victoria de Inglaterra. En la actualidad funciona en él la Biblioteca Julio Pérez Ferrero.

La Biblioteca Pública Departamental fue creada en cumplimiento de la Ordenanza Número 45 del 14 de abril de 1919,que en su artículo 5, otorgó facultades al Señor Gobernador,para que creara la Biblioteca Puente de Boyacá. Luego, mediante el Decreto Número 54 del 5 de junio de ese mismo año (1919) se dispuso que dicha Biblioteca se instalara en la planta baja del Palacio de la Gobernación, concretamente en el salón situado a la izquierda de la entrada principal, por la avenida Quinta.
El Secretario de Instrucción Pública, Julio Pérez Ferrero, fue el encargado de dar cumplimiento a esta ordenanza, y de elaborar el respectivo reglamento. La inauguración y apertura oficial de la Biblioteca se verificó el día 7 de agosto de 1919, con ocasión de celebrarse el centenario de la Batalla de Boyacá.
Pocos años más tarde, con motivo de la sentida desaparición en Pamplona de Julio Pérez Ferrero, ilustre personalidad política, literato, maestro de juventudes, modelo de ciudadano y patriota nortesantandereano, ocurrida el 22 de abril de 1927, el Señor Gobernador del Departamento, a la sazón don Luis Febres Cordero, como acto de reconocimiento al fundador y propulsor de la Biblioteca, cambió el nombre de la entidad por el de Biblioteca Departamental Julio Pérez Ferrero, nombre con el que ha venido funcionando.
Cabe destacar que la decisión del gobernador Febres Cordero, pariente cercano y de profundos afectos con el maestro Pérez Ferrero, para promulgar el Decreto N. 62 que honra la memoria de este ilustre personaje, fue seguida por el Congreso de la República aquel mismo año, con la expedición de la Ley 57 del 10 de noviembre de 1927.
Sin embargo, la Biblioteca por carecer de un local propio y adecuado, se vio enfrentada a continuos desalojos y mudanzas durante los años 1930 — 1949. Unas veces funcionó en los salones de la Escuela de Artes y Oficios de Cúcuta, otras veces en el edificio Rudesindo Soto, donde funcionaba la Escuela Industrial, y finalmente los escasos volúmenes de libros que quedaban fueron embodegados en unos cuartos de la Policía Departamental hasta que se decidiera su futuro.
Es así como en 1949 el gobernador, Lucio Pabón Núñez, contrató un empréstito por doscientos mil pesos ($200 000), para el edificio de la biblioteca departamental. El 19 de mayo de 1950 fue exhibida la maqueta del edificio que sería construido en el costado del parque El Libertador, frente al Palacio Nacional, para albergar allí la Sociedad de Mejoras Públicas, el Centro de Historia y la Biblioteca Pública Departamental Julio Pérez Ferrero, un día después de haberse celebrado el septuagesimoquinto aniversario del terremoto de Cúcuta. El 26 de octubre de 1952 el doctor Miguel García Herreros, presidente de la Sociedad de Mejoras, viajó a Bogotá para gestionar con el Ministro de Educación, un auxilio con destino a la construcción de dicho edificio. Tal petición fue incluida en el presupuesto nacional de 1953, fijándosele una partida de $50 000.00.
El 16 de febrero se reanudaron los trabajos de construcción que consistían en un sótano para el archivo, primer piso para la Biblioteca Julio Pérez Ferrero, segundo piso para el salón de música y el tercer piso para el funcionamiento de la Sociedad de Mejoras.
El 7 de enero de 1954 es inaugurado el edificio de la Sociedad de Mejoras Públicas y desde ese entonces la Biblioteca Pública Departamental empezó a funcionar en la planta baja y sótano del edificio. La Sociedad de Mejoras colaboró con obras bibliográficas y mobiliario hasta 1963, año en que retiró su ayuda en vista de su precaria situación económica.
El gobierno departamental siguió auxiliándola hasta 1968; pr esta razón mediante el decreto 3164, la Biblioteca fue vinculada al Instituto Colombiano de Cultura Colcultura, a partir del 1 de enero de 1969. Cumpliendo con la ordenanza Núm.27 de 1967, que creaba en el Departamento Norte de Santander el Instituto de Cultura y Bellas Artes, órgano encargado de favorecer la cultura departamental, pasó la Biblioteca Julio Pérez Ferrero a ser dependencia de dicho instituto en enero de 1977, haciéndose cargo del nombramiento de sus funcionarios, sus gastos y dotaciones.
En 1978 por ordenanza Núm.  se reorganizó el Instituto de Cultura y se acogió formalmente a la Biblioteca Departamental como organismo adscrito.
32 años después de estar la Biblioteca funcionando en el edificio de la Sociedad de Mejoras Públicas, y con 67 años de fundada, el 18 de agosto de 1987 según oficio Núm. 000909 expedido por el gobernador Eduardo Assaf Elcure, se ordena el traslado de la Biblioteca a una nueva sede ubicada en la calle 5.ª N.º 2-24 frente al parque Eduardo Cote Lamus. Este traslado se efectuó el 23 de septiembre de 1987.

## Premios y reconocimientos
El 25 de enero de 2005 se dio apertura al Portafolio de Convocatorias 2005 del Ministerio de Cultura, que premiaría a la Biblioteca Departamental con mejor desempeño cultural. Los jurados fueron Martha Lucía Jaramillo Guzmán, Clemencia Montalvo Villegas y Alfonso Quintero Restrepo. El día 26 de julio de 2005, decidieron otorgar el Premio a la Corporación Cultural Biblioteca Pública Julio Pérez Ferrero, Red Departamental de Bibliotecas Públicas del departamento de Norte de Santander.
El premio consistió en cincuenta millones de pesos ($50 000 000,00), como reconocimiento a la labor desempeñada.
Este reconocimiento hace que cada día los encargados de las Redes Departamentales y todos aquellos bibliotecarios y actores pertenecientes a este mundo de las bibliotecas, se sientan más comprometidos con la labor desempeñada diariamente.
Igualmente este tipo de premios enaltecen el trabajo que diariamente cientos de personas desarrollan y que puede ser retribuido a la comunidad a través de incentivos como este.

## Servicios de la biblioteca
- Consulta en sala
- Préstamo externo de libros.